# 스테고돈
스테고돈(Stegodon)은 코끼리와 관련된 멸종된 장비목 속이다. 원래 현대 코끼리와 함께 코끼리과에 속했지만 현재는 멸종된 스테고돈과에 속한다. 코끼리와 마찬가지로 스테고돈도 곰포테리움과나 마스토돈과와 같은 원시 장비목과는 다른 판 모양의 엽을 가진 이빨을 가지고 있었다. 이 속의 화석은 아프리카와 동남아시아, 티모르섬까지 동남아시아 전역에서 알려져 있다(동유럽에서는 단일 기록이 있다). 이 속의 가장 오래된 화석은 아시아의 마이오세 후기 지층에서 발견되며, 아마도 더 오래된 스테고로포돈에서 기원한 후 아프리카로 이주했을 가능성이 크다. 이 속은 플라이오세 동안 아프리카에서 멸종되었지만, 스테고돈은 남아시아, 동남아시아, 동아시아에서 플라이스토세 후기까지 지속되었다.

## 형태학
스테고돈의 두개골은 비교적 키가 크지만 짧으며, 여러 면에서 살아있는 코끼리의 두개골과 비슷하다. 초기 코끼리 이형성과 그 조상인 스테고로포돈에 비해 아래턱은 짧아지고, 아래턱/앞니가 부족하다. 어금니는 표면적으로 코끼리의 이빨과 비슷하며, 능선을 형성하지만 일반적으로 상대적으로 짧은 치아를 가진 평행한 라멜라로 구성되어 있으며, 후기 종에서는 능선의 수가 더 많다. 속의 구성원들은 영구적인 앞턱이 없다. 엄니는 비례적으로 크며, 가장 큰 종의 엄니는 장비목에서 가장 큰 것으로 알려진 엄니 중 하나이며, 특히 인도 초기 플라이스토세의 스테고돈 가네사(Stegodon ganesa)의 엄니는 길이가 3.89m로 측정되었으며, 추정 질량은 약 140kg으로 기록된 가장 큰 현대 코끼리 엄니보다 훨씬 크다. 이 엄니는 약간의 위쪽 곡률을 가지고 있으며, 턱이 거의 닿을 정도로 서로 평행하게 돌출되어 있어 몸통이 살아있는 코끼리처럼 자유롭게 매달려 있기보다는 엄니 위에 얹혀 있어야 했을 것이다.
스테고돈 어금니
- 스테고돈 오리엔탈리스(Stegodon orientalis)의 어금니
- 스테고돈 트리고노케팔루스(Stegodon trigonocephalus)의 어금니

## 생태학

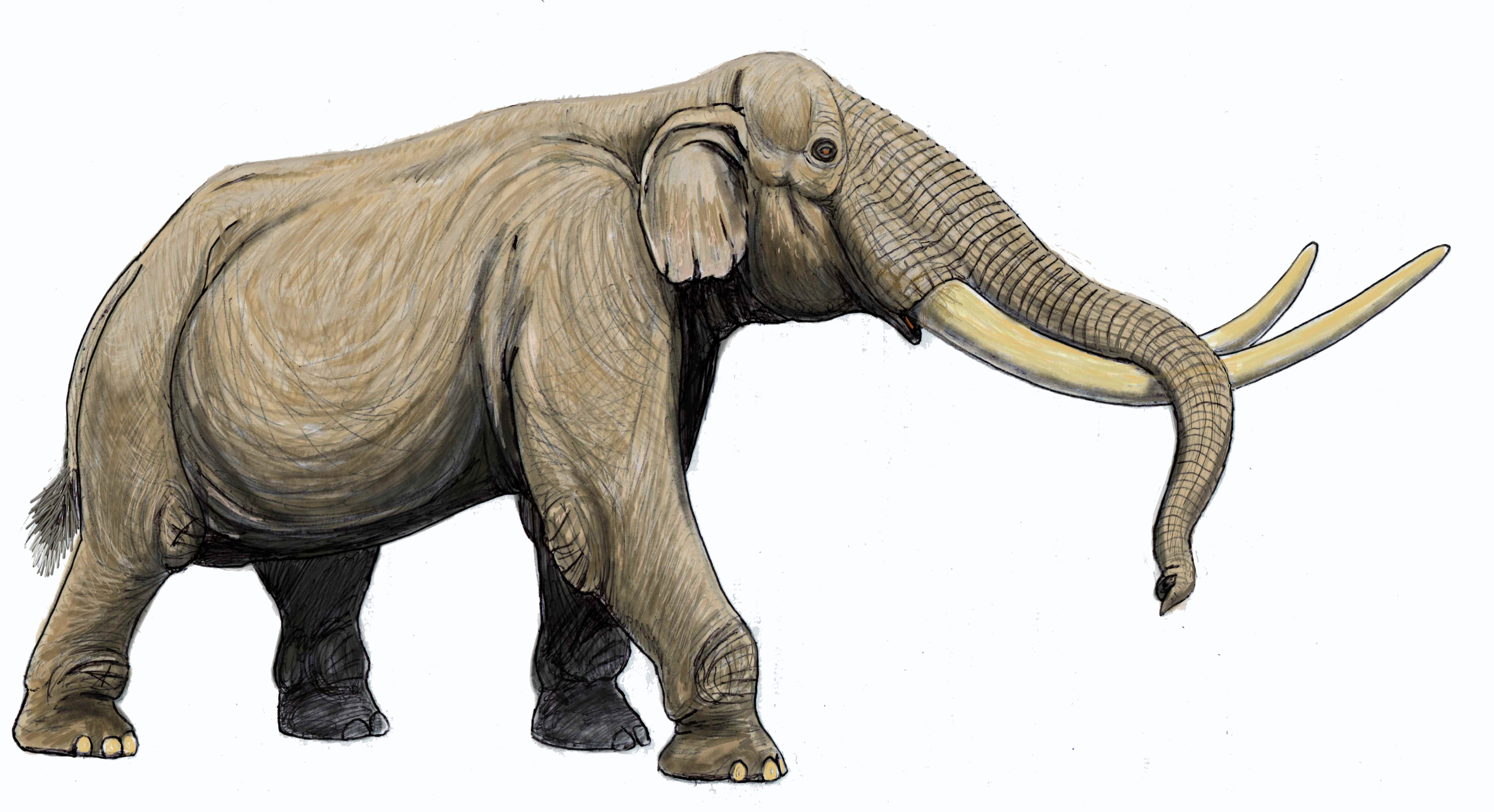
복원도

현대 코끼리와 마찬가지로, 그러나 더 원시적인 장비목과는 달리 스테고돈은 아래턱의 앞으로 나아가는 움직임 (뒤에서 앞으로 걷는 움직임)을 사용하여 씹은 것으로 생각된다. 이 턱 움직임은 코끼리와 스테고돈과에서 독립적으로 진화한 것으로 생각된다. 인도 플라이오세 후기 (스테고돈 인시그니스(Stegodon insignis) 포함)의 스테고돈 개체군은 다양한 혼합 먹이로 사용되었을 것으로 추정되며, 같은 지역의 초기 플라이스토세 (스테고돈 가네사(Stegodon ganesa) 포함)의 개체군은 동위원소 분석에 따르면 거의 순수한 방목자로 추정된다.
일본 플라이오세 후기 시대의 스테고돈 무리의 흔적에 따르면 스테고돈도 현대 코끼리와 마찬가지로 사회적 무리에서 살았다고 한다.
난쟁이 스테고돈 종이 유일한 대형 초식 동물이었던 플로레스섬에서는 코모도왕도마뱀의 주요 먹이였을 가능성이 높다.